# 秀丸メール
秀丸メール（ひでまるメール）は、有限会社サイトー企画が製作したMicrosoft Windows向け電子メールクライアント。
シェアウェアであるが、秀丸エディタのユーザーは無償で利用できる。
2010年代以降、多くのメールソフトは、新機能開発を終了する中、新機能の組み込み、ウィルスメールやスパムメールへの対応等を積極的に行なっている。
2001年3月27日に「鶴亀メール」という名称でv1.01正式版を公開した。しかし、2005年8月9日、「鶴亀」の商標権を侵害をしていたとして「秀丸メール」に名称変更を発表した。翌8月10日に名称変更後の最初のバージョンとなるv4.50を公開した。
2018年5月22日、Microsoft Storeでの配信・販売を開始した。

## 機能・特徴
秀丸エディタ相当のエディタが組み込まれていて、同じ操作感でメールの編集等が行なえる。
HTMLメールのインライン表示には初期状態では対応していないが、作者から提供されているアドイン「HTMLメールViewer for 秀丸メール」を組み込むことで対応が可能。HTMLメールを作成するには「HTMLメール編集アドイン for 秀丸メール」を組み込むことで対応が可能。